# Szebuano nyelv
A szebuano nyelv (másként: cebuano, bisaya, binisaya, saját nevén sugbuanon vagy sinugboanon) elsősorban a Fülöp-szigetek középső és déli részén használt nyelv. Az ausztronéz nyelvcsalád maláj-polinéz nyelveinek nyugati ágába tartozik, a viszajan nyelvek közé.

## Dialektusok
A nyelvnek a főbb szigetek, szigetcsoportok alapján különböző dialektusai alakultak ki:
- Boholano (Bohol szigetén)
- Leyteño / Kana (Leyte)
- Mindanao (Mindanao)
- Davaoeño (Davao)
- Negrense (Negros)
- Luzon Cebuano (Luzon)

## Szebuano kifejezések, szavak
- Hogy hívnak? – Unsay ngalan nimo?
- Miguel de Guía vagyok. – Ako si Miguel de Guía.
- Szia, a nevem María. – Kumusta. María akong ngalan vagy Ako si María.
- Lehet egy kérdésem? – Mahimo bang mangutana? vagy Puwede ’ko mangutana?
- Hogy vagy? – Kumusta ka?
- Jól vagyok. – Maayo.
- Hány éves vagy? – Pilay imong edad?
- Hány, mennyi? – Pila? vagy Tagpila?
- Nem tudom. – Wala ko kahibalo vagy Ambot.
- Jó reggelt! – Maayong buntag!
- Jó napot! – Maayong adlaw!
- Jó napot! (délben) – Maayong udto!
- Jó napot! (délután) – Maayong hapon! vagy Maayong palis!
- Jó estét/éjszakát! – Maayong gabii!
- Hol van a piac? – Asa man ang merkado?
- Szeretném ezt megvenni. – Paliton na nako.
- Kettőt kérek ebből. – Gusto kog duha ana.
- Igen – Uo vagy O
- Nem  – Dili

### Számok
1. usa

2. duhá

3. tulo

4. upát

5. limá

6. unom

7. pito

8. walo

9. siyám

10. napúlo

11. napúlog usá

20. kaluhaan, beynte

30. katluan, treynta

40. kaapatan/kap·atan, kuwarenta

50. kalimaan/kalim·an, singkuwenta

60. kaunuman/kan·uman, sesenta

70. kapituan, setenta

80. kawaluan, otsenta

90. kasiyaman, nobenta

100 usá ka gatos

1000 usá ka libo, mil

100 000 usá ka gatos ka libo

1 000 000 usa ka libo ka libo

## Fordítás
- Ez a szócikk részben vagy egészben  a   Cebuano language című angol Wikipédia-szócikk fordításán alapul.  Az eredeti cikk szerkesztőit annak laptörténete sorolja fel. Ez a jelzés csupán a megfogalmazás eredetét és a szerzői jogokat jelzi, nem szolgál a cikkben szereplő információk forrásmegjelöléseként.
- Ez a szócikk részben vagy egészben  az   Idioma cebuano című spanyol Wikipédia-szócikk fordításán alapul.  Az eredeti cikk szerkesztőit annak laptörténete sorolja fel. Ez a jelzés csupán a megfogalmazás eredetét és a szerzői jogokat jelzi, nem szolgál a cikkben szereplő információk forrásmegjelöléseként.